# Llierca
El Llierca o Llerca és un riu de Catalunya, afluent pel marge esquerre del Fluvià. Té una orientació nord-sud i la seva vall és la principal via d'entrada a la sub-comarca de l'Alta Garrotxa. Neix a la collada de Sant Pau de Segúries, al Ripollès, no gaire lluny del Capsacosta, voreja tota la vall del Bac i després transcorre per la vall d'Oix (actualment se l'anomena riera d'Oix). Al peu del Bestracà rep la riera de Beget i a pocs quilòmetres després, la riera de Sant Aniol d'Aguja. El naixement del Llierca a prop de Sant Pau de Segúries ha estat discutit, amb propostes alternatives de naixement per Beget o fins i tot pel nord a Sant Aniol d'Aguja.
Aquest riu ha servit per marcar la majoria de límits entre les poblacions de Tortellà, Montagut i Oix i Sales de Llierca.
El riu té la peculiaritat geològica de perdre bona part del seu cabal poc abans d'arribar a la seva desembocadura a través d'una sèrie de corrents subterrànies que desguassen dins de l'estany de Banyoles. Així es produeix un inusual transvasament natural d'aigua de la conca del Fluvià a la del Ter. Malgrat tenir un règim molt irregular, quan hi ha pluges fortes el riu augmenta molt el seu cabal, on alguns casos supera el passallís de la carretera de Tortellà a Montagut i Oix.
Dins del terme municipal de Tortellà, i seguint la carretera que porta al nucli de Sadernes, hi ha el pont de Llierca, un pont en estil romànic molt característic pel que fa a la seva constitució i la seva edat.

## Afluents principals
- Riera de Sant Aniol
- Riera de Beget

## Termes municipals que discorre el curs fluvial
- Sant Pau de Segúries (Ripollès)
- La Vall de Bianya (Garrotxa)
- Montagut i Oix
- Sales de Llierca
- Tortellà
- Argelaguer
- Sant Jaume de Llierca